# Arremon abeillei
El cerquero coroninegro (Arremon abeillei), también denominado chingolo gorrinegro y gorrión de gorro negro, es una especie de ave paseriforme de la familia Passerellidae  endémica de la costa noroccidental de Sudamérica.

## Distribución y hábitat
El cerquero coroninegro se encuentra úncicamente en las regiones costeras de Ecuador y el norte de Perú. Su hábitat natural son los bosques tropicales y las zonas de matorral costeras.